# Hoplomachus

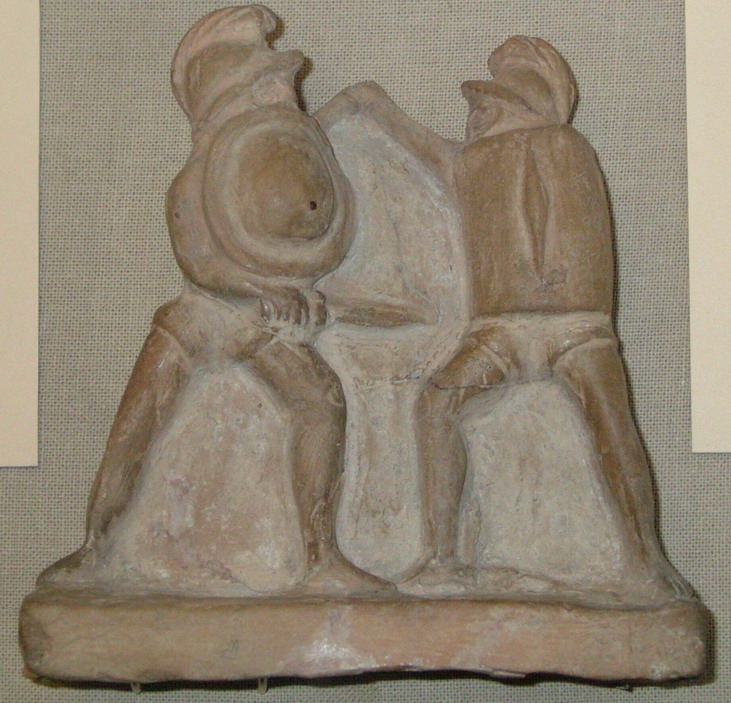
Een hoplomachus (links) in gevecht met een thraex (rechts)
Terracotta, British Museum

Hoplomachus (mv.: hoplomachi) was een type gladiator en een geëvolueerde - zwaardere - versie van de samnites, die vanaf de regering van de princeps Gaius Iulius Caesar Augustus hoplomachi werden genoemd.
De hoplomachus vocht meestal tegen murmillones of thraces. Bij de aanval gebruikte hij eerst een lans (hasta) en daarna ging hij verder met een kort zwaard (gladius). Verder was zijn uitrusting die van een Griekse hopliet, met een klein bronzen schild (scutum), een helm met een helmbos die een gestileerde griffioen voorstelde en ocreae (beenbescherming) aan beide benen. Zijn kuras was van leer of metaal.